# Zahnfleisch

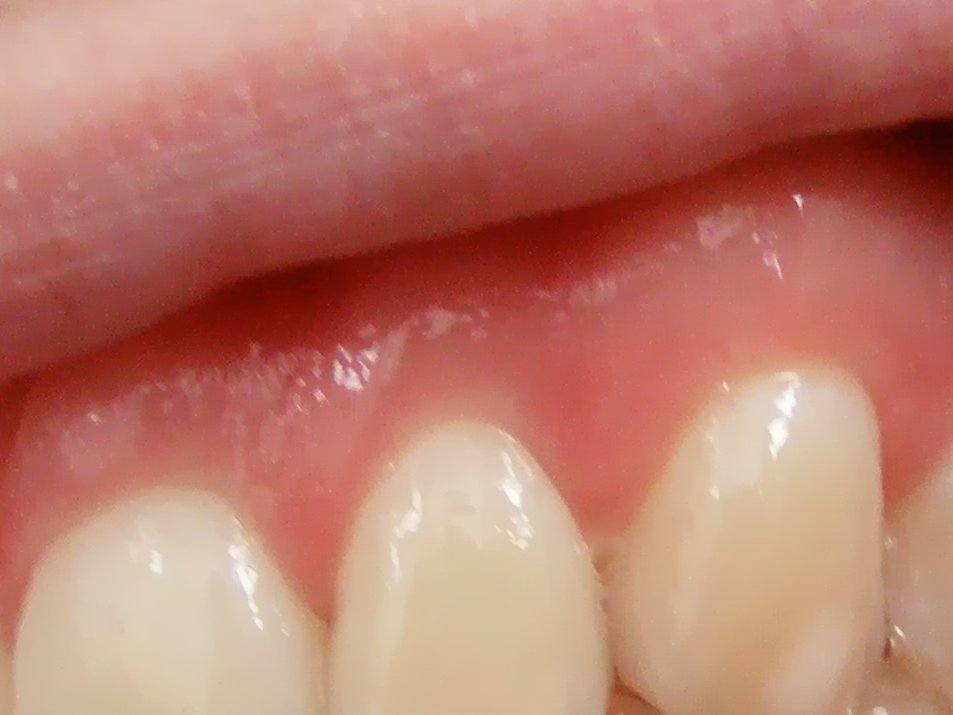
Gingiva (Zahnfleisch)

Das Zahnfleisch (lat. Gingiva, deutsch früher auch Biller) ist ein Teil der Mundschleimhaut. Es ist Teil der mastikatorischen Schleimhaut (Mukosa), die den Alveolarkamm bedeckt und die Zähne zervikal umgibt. Das Zahnfleisch umschließt als epitheliale Manschette (Saumepithel) den Zahnhals und dichtet damit die Eintrittsstelle des Zahnes in den Kieferknochen gegenüber der Mundhöhle ab. Das Zahnfleisch ist der epitheliale Bestandteil des Zahnhalteapparates. Erweiterungen und/oder Vertiefungen der Zahnfleischfurche werden als Zahnfleischtasche bezeichnet. Apikal, d. h. in Richtung der Zahnwurzelspitzen, geht das Zahnfleisch in die lose Alveolar-Schleimhaut über, von der sie sich durch die mukogingivale Grenze (Linea girlandiformis) abgrenzt. Der Gaumen und der Oberkiefer-Alveolarfortsatz sind mit mastikatorischer Schleimhaut überzogen.

## Freie und befestigte Gingiva
Die Gingiva unterteilt man in freie und befestigte Gingiva. Die freie Gingiva umfasst auch die interdentalen Zahnfleischpapillen, sie reicht vom Gingivalrand bis apikal zur „freien gingivalen Furche“, die etwa in der Höhe der Schmelz–Zement-Grenze liegt. Die befestigte Gingiva („attached Gingiva“) ist koronal durch die freie Gingivafurche bzw. durch eine Linie durch die Schmelz–Zement-Grenze begrenzt. Sie ist apikal durch die mukogingivale Grenze (markiert den Übergang in die Alveolarmucosa) begrenzt. Die befestigte Gingiva ist durch bindegewebige Fasern fest mit dem darunterliegenden Alveolarknochen verbunden.

## Histologie
Das Epithel der (mastikatorischen) freien Gingiva, teilt man ein in
- das orale Epithel, welches zur Mundhöhle hin gerichtet ist,
- das orale Sulkusepithel, welches zum Zahn hin gerichtet ist, aber noch keinen Zahnkontakt aufweist, und
- das Saumepithel, welches den Kontakt zw. Gingiva und Zahn herstellt.

Die befestigte Gingiva teilt man ein in
- das Stratum basale (germinativum)
- das Stratum spinosum
- das Stratum granulosum
- das Stratum corneum (orthokeratinisiert; wenn jedoch der Zellkern vorhanden ist: parakeratinisiert)

Das Zahnfleisch besteht histologisch aus einem mehrschichtigen Plattenepithel, das nur wenige Hornschichten aufweist. Da eine Unterhaut (Subkutis) fehlt, ist das Zahnfleisch nicht verschiebbar. Zahnfleisch kann nicht nachgebildet werden.
Die Furche zwischen Zahn und Zahnfleisch heißt Sulcus gingivae („Zahnfleischfurche“). Bei gesunden parodontalen Verhältnissen beträgt die Sondierungstiefe beim Menschen ungefähr 2 mm. Das dieser Furche zugewandte Epithel ist das innere Saumepithel. Dieses wird in das frei am Zahn gleitende Sulkusepithel und das durch Hemidesmosomen mit dem Wurzelzement verbundene Haftepithel unterteilt.
Das dreiecksförmige Zahnfleisch zwischen den Zähnen wird als „Interdentalpapille“ (Papilla interdentalis), die Grenzlinie zwischen dem Zahnfleisch und der verschieblichen dunkelroten Mundschleimhaut als Mukogingivallinie oder mukogingivale Grenze bezeichnet.

## Zahnfleischerkrankungen

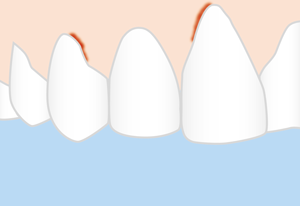
Zahnfleischbluten

Zahnfleischentzündung

Eine regelmäßige Reinigung des Sulcus von bakteriellen Belägen und Speiseresten ist notwendig, um einer Zahnfleischentzündung (Gingivitis) vorzubeugen, die sich schnell unbemerkt zu einer Parodontitis entwickeln kann. Beim Zähneputzen selbst kommt es dabei häufig zu einer vorübergehenden Bakteriämie, gleich welche Methode der Zahnreinigung verwendet wird.
Erweiterungen und/oder Vertiefungen der Zahnfleischfurche werden als Zahnfleischtasche bezeichnet, wobei Zahnfleischtaschen mit einer Tiefe von 3,5 mm und mehr als Zeichen einer Erkrankung angesehen werden können. Die metrische Tiefe, bei der ein Behandlungsbedarf für eine Taschenbehandlung vorliegt, ist individuell unterschiedlich und wird durch den dort vorliegenden Entzündungsgrad (Blutung) maßgeblich bestimmt. Bei etwa 5 mm Taschentiefe wechselt, da die Sauerstoffzufuhr dort nicht mehr gewährleistet ist, das mikrobielle Keimspektrum, Anaerobier dominieren.
Bei entzündlichen Zahnfleischtaschen weicht auch der darunterliegende Knochen in der Regel zurück. Dann ist der gesamte Zahnhalteapparat in den Krankheitsprozess involviert und es ist eine Parodontitis entstanden. Man spricht dabei von echten Zahnfleischtaschen.
Besteht kein Knochenabbau und dennoch eine Zahnfleischtasche (z. B. durch Größenzunahme des Zahnfleisches bei der Einnahme bestimmter Medikamente), spricht man von Pseudotaschen.
Die Behandlung wird im Rahmen einer systematischen Behandlung von Parodontopathien von den gesetzlichen Krankenkassen übernommen.

### Zahnfleischtaschen

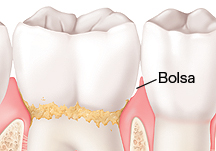
Zahnfleischtasche (spanisch: bolsa)

Die Verankerung des Zahns im Zahnfach erfolgt durch eine Gomphosis, d. h. ein Zahn ist lediglich über die Sharpey-Fasern in seinem Knochenfach aufgehängt und nicht mit diesem fest verwachsen. Es besteht also ein natürlicher Spalt (= Parodontalspalt) zwischen Zahn und Knochen, in denen sich die Sharpey-Fasern und Wurzelhaut befinden. In diesen Spalt können Bakterien eindringen. Insbesondere diejenigen, die sich in diesem Milieu sehr wohl fühlen (= obligate Anaerobier), vermehren sich und führen zu Entzündungen, bei denen die Sharpey-Fasern geschädigt werden. Der Zahnhalteapparat bildet sich zurück und es entstehen im Parodontalspalt Entzündungsnischen, die sogenannten Zahnfleischtaschen, die sich immer wieder akut mit Eiter füllen können. Zahnfleischtaschen sind Zeichen einer parodontalen Erkrankung, siehe Parodontitis (umgangssprachlich Parodontose).
Bei Zahnfleischtaschen unterscheidet die Zahnmedizin zwischen echten Zahnfleischtaschen und Pseudotaschen. Eine Pseudotasche tritt auf, wenn das Zahnfleisch um den betroffenen Zahn herum anschwillt und dadurch eine künstliche Tasche entsteht. Eine „echte“ Zahnfleischtasche dahingegen tritt auf, wenn durch Knochenabbau des Alveolarknochens zwischen Zahnfleisch und Zahn ein Zwischenraum entsteht.
Siehe auch: Sulcus gingivae.